# Audio-visions
Audio-visions is het zevende studioalbum van Kansas.

## Inleiding
Voorafgaand aan dit album hadden de beide schrijvers van de band Steve Walsh (Scemer-Dreamer) en Kerry Livgren (Seeds of change) soloaspiraties laten zien, hetgeen een weerslag had op dit album. De opnamen vonden opnieuw plaats in de Axis Studios in Atlanta (Georgia). Het album stond 21 weken genoteerd in de albumlijst Billboard 200 en de hoogste notering was 26, daar waar voorganger Monolith nog de tiende plaats haalde. Europa had helemaal geen belangstelling voor dit album. De Nederlandse pers besteedde er nauwelijks aandacht aan. OOR's Pop-encyclopedie (versie 1982) verwachte een kentering in stijl, maar werd daarin teleurgesteld.
Net als bij Monolith vonden recensenten (vooraf en achteraf) het een nauwelijks inspirerend geheel. Men zag geen duidelijke muzikale ontwikkeling (meer) bij Audio-visions. Het enige nummer dat de kritiek kon weerstaan was Hold on. Livgren, dan net bekeerd tot het christelijk geloof, probeerde met dit lied zijn vrouw over te halen hetzelfde te doen; na verloop van tijd volgde ze inderdaad. Die bekering en de gewijzigde teksten weekten echter Walsh los van de groep; bij het volgend album was hij er niet meer bij.
Het album werd opnieuw gestoken in een hoes van Tom Drennen met op de voorplaat een afbeelding van Peter Lloyd.
No one together zou eigenlijk al te beluisteren moeten zijn op Monolith, maar Walsh en Livgren kregen onenigheid over de balans tussen de liedjes van hun beiden. De compact disc-versie van het album werd verzorgd door Legacy Records, een budgetlabel binnen Epic Records; het prees het album aan met “greatest commercial succes”, hetgeen duidelijk bezijden de waarheid was.
Eind 2019 kwam het album opnieuw uit als langspeelplaat (Music-on-Vinyl). IO Pages meldde daarbij de scheiding tussen de progressieve stukken van Livgren en de wat eenvoudiger stukken van Walsh. Ook werd melding gemaakt van een nieuw Kansasalbum en een bijbehorende concertreeks. Vraag was of Kansas dat een hele rij albums op zijn naam heeft staan ook maar iets van dit album zou spelen.

## Musici
- Steve Walsh – toetsinstrumenten, vibrafoon, percussie, zang
- Kerry Livgren – gitaar, toetsen, percussie, achtergrondzang
- Robby Steinhardt – viool, altviool, zang
- Rich Williams – gitaar, percussie, achtergrondzang
- Dave Hope – basgitaar, achtergrondzang
- Phil Ehart – drumstel, percussie, achtergrondzang

Met
- Donna Williams, Joey Jelf, Lisa White, Victoria Livgren, Terry Ehart, The four bassmen - achtergrondzang

## Muziek
| Nr. | Titel                     | Duur |
| --- | ------------------------- | ---- |
| 1.  | Relentless (Livgren)      | 4:56 |
| 2.  | Anything for you (Walsh)  | 3:58 |
| 3.  | Hold on (Livgren)         | 3:53 |
| 4.  | Loner (Walsh)             | 2:30 |
| 5.  | Curtain of iron (Livgren) | 6:12 |

| Nr. | Titel                                                        | Duur |
| --- | ------------------------------------------------------------ | ---- |
| 1.  | Got to rock on (Walsh)                                       | 3:21 |
| 2.  | Don’t open your eyes (Livgren, Walsh, Williams, Hope, Ehart) | 4:05 |
| 3.  | No one together (Walsh)                                      | 6:58 |
| 4.  | No room for a stranger (Williams, Walsh)                     | 3:00 |
| 5.  | Back door (Walsh)                                            | 4:23 |